# Concepttruck
Een concepttruck is een prototype of studiemodel van een vrachtwagen als testmodel om de interesse van publiek en potentiële klanten te peilen, vergelijkbaar met conceptauto's als testmodel van personenwagens.

## Büssing

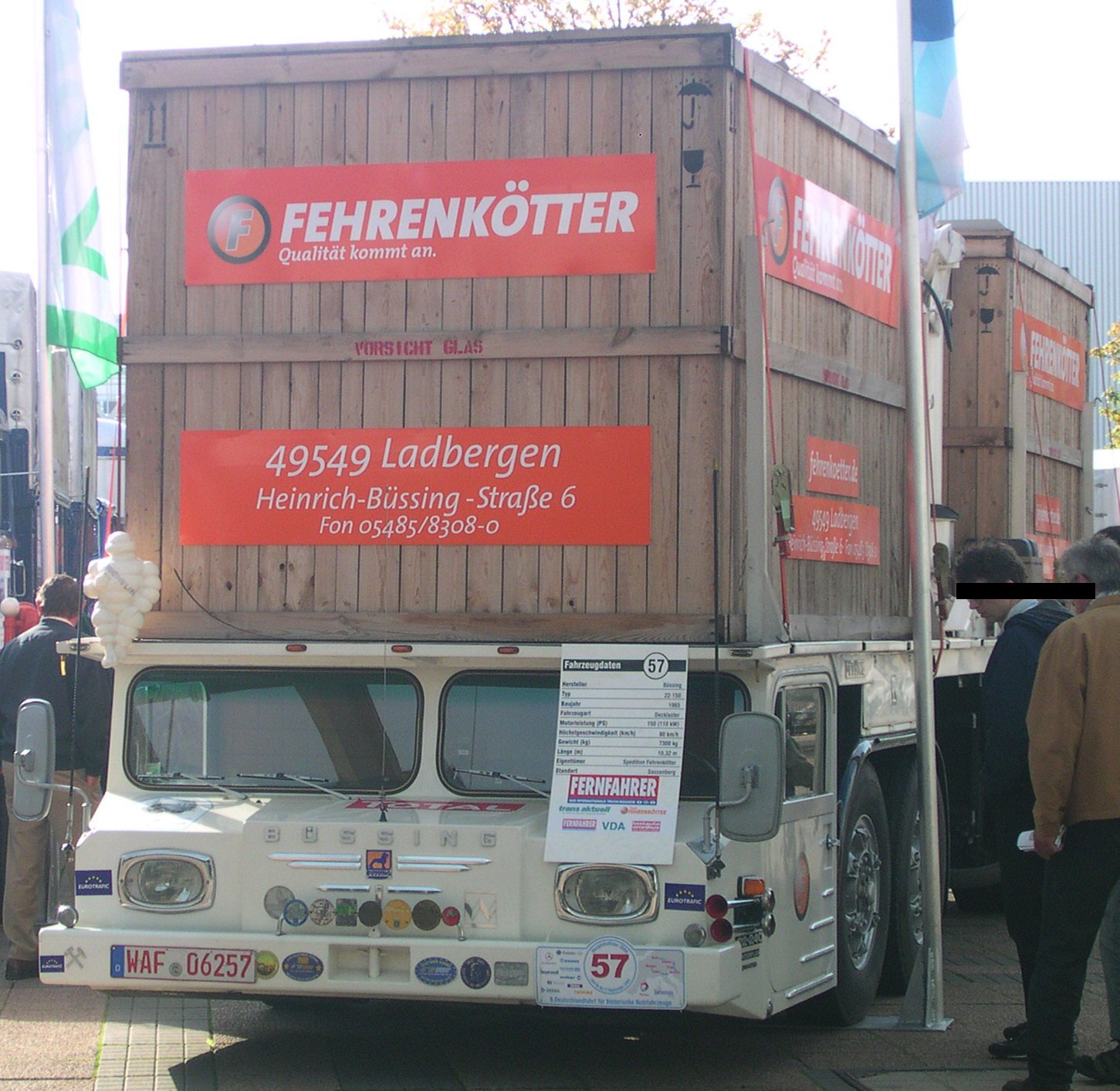
Büssing „Supercargo 22–150“

In 1963 bouwde de Duitse fa. Büssing een zeer lage vrachtwagen in samenwerking met de fa. Rationorm uit Zürich. De drieasser, met 2 gestuurde voorassen, was over de gehele voertuiglengte (10,32 m) bruikbaar als laadruimte en had een zeer lage cabine, onder de laadvloer. Deze „LU 5/10“ was een geheel nieuw concept, ook „Supercargo 22–150“ genoemd. De toelaatbare belading bedroeg 14,7 ton bij een eigen gewicht van 7,3 ton en een vermogen van 110 kW (150 pk). De maximale snelheid bedroeg 80km/h. Deze gecompliceerde en dure ontwikkeling werd een mislukking, en werd zo goed als niet verkocht.

## Colani

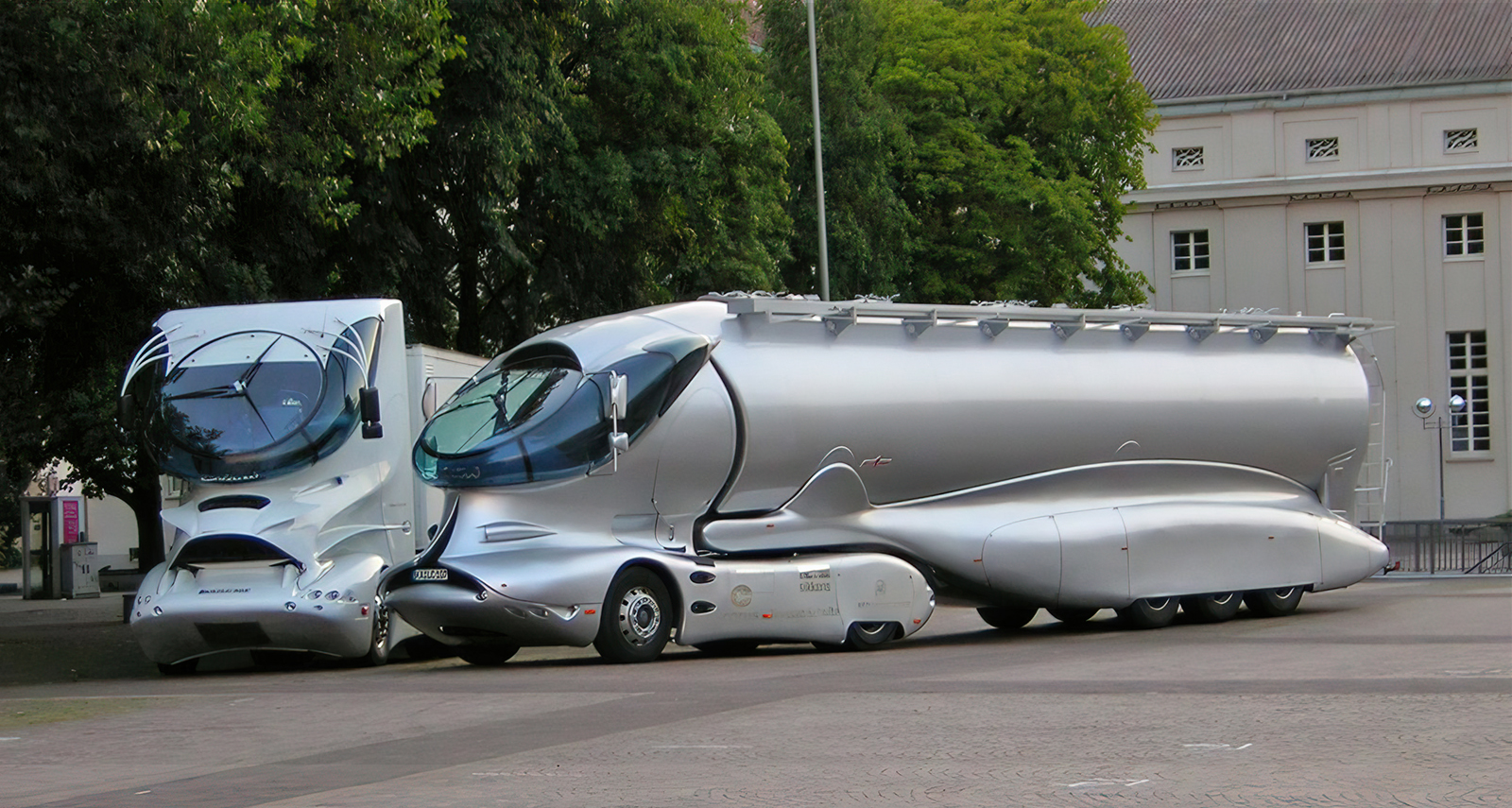
Colani-DesignTrucks

In 1977 presenteerde de ontwerper Colani op de IAA een futuristische “truck van de toekomst”, die als een reusachtige eenogige insect met een cabine in de vorm van een glaskoepel uitgerust was. Het ontwerp was met name bedoeld als reclameobject.

## Steinwinter

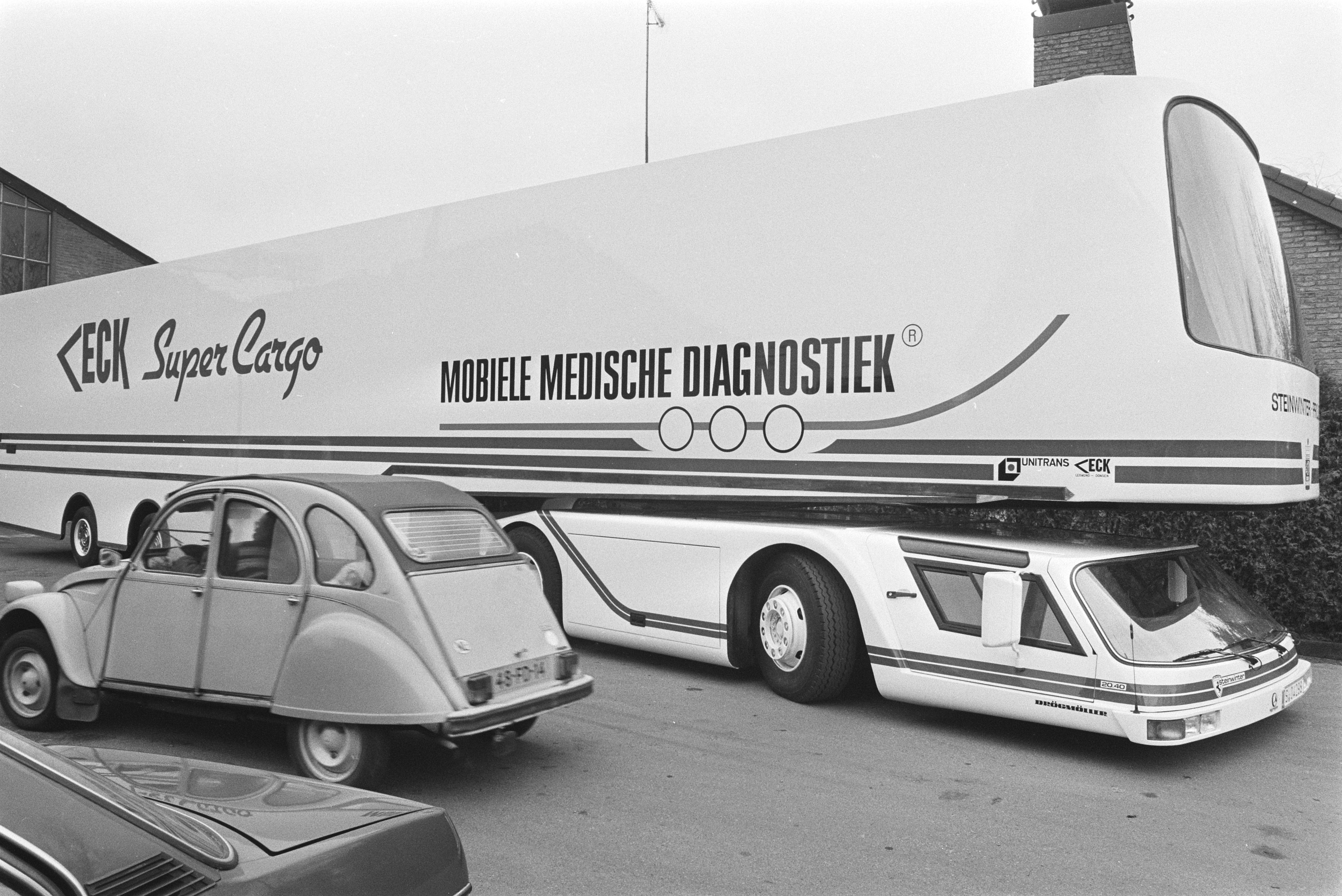
Steinwinter-concepttruck

In 1983 presenteerde de Stuttgarter fa. Steinwinter op de IAA een studiemodel van een lage trekker voor opleggers. De zeer luxe en fraai vormgegeven trekker, met koppelschotel op het dak, lag geheel onder de oplegger. Hierdoor werd het mogelijk opleggers met een lengte van 18 m toe te passen binnen de wettelijk maximale voertuiglengte van 18 m.

## Mercedes-Benz
In 1992 presenteerde Mercedes-Benz, met het studiemodel de EXT 92, een praktische toekomsttruck. Deze truck was uitgerust met vele mogelijke technische en elektronische snufjes uitgerust en had een futuristisch aandoend dashboard. De luchtweerstandcoëfficiënt van de EXT 92 is zeer laag ten opzichte van conventionele trucks en komt met een waarde van 0,35 in de buurt van een personenwagen. Het voertuig werd gebouwd door de Nederlandse fa. Duvedec.